# ميشيل هيدالغو
ميشيل هيدالغو (بالفرنسية: Michel Hidalgo)‏، (1933 - 2020)، هو لاعب كرة قدم فرنسي سابق، ومدرب كرة قدم فرنسي سابق. قاد منتخب بلاده لكرة القدم إلى اللقب الكبير الأول في تاريخه عندما توِّج معه بنهائيات كأس أوروبا 1984 على أرضه.

## حياته
من مواليد 22 مارس 1933 في ليفرينكوك في فرنسا، 
درب منتخب فرنسا لكرة القدم منذ عام 1976 وحتى عام 1984.
توفي بعد ظهر يوم 26 مارس 2020 في منزله بمرسيليا، «منهكا» بعد معاناته لأعوام من المرض، بحسب ما أفادت عائلته إذاعة «فرانس أنفو».رحل عن 87 عاما.

## روابط خارجية
- ميشيل هيدالغو على موقع IMDb (الإنجليزية)
- ميشيل هيدالغو على موقع ألو سيني (الفرنسية)
- ميشيل هيدالغو على موقع قاعدة بيانات الفيلم (الإنجليزية)
- ميشيل هيدالغو على موقع الاتحاد الدولي (مؤرشف)  (الإنجليزية)
- ميشيل هيدالغو على موقع قاعدة بيانات كرة القدم.إي يو (الإنجليزية)
- ميشيل هيدالغو على موقع ناشيونال فوتبول تيمز (الإنجليزية)
- ميشيل هيدالغو على موقع عالم كرة القدم.نت (الإنجليزية)